# Wednesbury
Wednesbury – miasto w Wielkiej Brytanii, w Anglii, w hrabstwie West Midlands. W 2001 r. miasto to zamieszkiwało 24 337 osób.